# Comté de Cass (Nebraska)
Pour les articles homonymes, voir Comté de Cass.
Le comté de Cass est un comté de l'État du Nebraska, aux États-Unis.
Son siège est la ville de Plattsmouth.